# 1809
| 1809               |
| ------------------ |
| Dødsfald - Fødsler |
| • Begivenheder     |

| Gregoriansk kalender | 1809 MDCCCIX            |
| Ab urbe condita      | 2562                    |
| Armensk kalender     | 1258 ԹՎ ՌՄԾԸ            |
| Kinesiske kalender   | 4505 – 4506 戊辰 – 己巳 |
| Etiopisk kalender    | 1801 – 1802             |
| Jødisk kalender      | 5569 – 5570             |
| Hindukalendere       |                         |
| - Vikram Samvat      | 1864 – 1865             |
| - Shaka Samvat       | 1731 – 1732             |
| - Kali Yuga          | 4910 – 4911             |
| Iransk kalender      | 1187 – 1188             |
| Islamisk kalender    | 1224 – 1225             |

Året 1809 startede på en søndag.
Konge i Danmark: Frederik 6. – 1808-1839
Se også 1809 (tal)

## Begivenheder

### Januar
- 17. januar – Kancelliplakat bliver udstedt, den fastslår, at kun læger må underskrive recepter

### Februar
- 11. februar - Robert Fulton får patent på et dampskib

### Marts
- 13. marts - i Stockholm gennemføres et ublodigt kup mod den uligevægtige og nærmest uduelige kong Gustav 4. Adolf. Bag kuppet står en kreds af adelige officerer, der håber at kunne redde landet fra den fremrykkende russiske hær. Kongens farbroder, den gamle prins Karl, bliver indsat som ny konge, Karl 13.
- 22. marts - Karl 13. bliver konge af Sverige efter Gustav 4. Adolfs abdikation

### Juni
- 3. juni – Kirkeejere, som regel herremænd, mister deres "kaldsret" og kan ikke længere selv ansætte præster. I stedet kan de foreslå kandidater for kongen, som derpå vælger og ansætter

### August
- 19. august - Slaget ved Sävar, det sidste afgørende slag i Finlandskrigen 1808-09, finder sted ved Sävar nord for Umeå.

### September
- 17. september – Sverige afstår Finland til Rusland, da freden i Fredrikshamn undertegnes.

### December
- 10. december - Sverige og Danmark-Norge slutter fred i Jönköping og afslutter den dansk-svenske krig 1808-1809
- 16. december - ægteskabet mellem Napoleon Bonaparte og Josephine opløses efter 13 år

## Født
- 4. januar – Louis Braille – fransk opfinder af blindeskriften (død 1852).
- 15. januar – Pierre-Joseph Proudhon, fransk social reformator og anarkist (død 1865).
- 19. januar – Edgar Allan Poe, amerikansk forfatter (død 1849).
- 3. februar – Felix Mendelssohn, tysk komponist; han dør allerede i 1847.
- 12. februar – Charles Darwin, engelsk naturhistoriker (død 1882).
- 12. februar – Abraham Lincoln, USA's 16. præsident, fødes i en fattig bjælkehytte i Kentucky (død 1865).
- 24. december - Eduard Osenbrüggen, tysk retslærd (død 1879)
- 29. december – William Gladstone, engelsk premierminister i fire perioder. Han dør i 1898.

## Dødsfald
- 8. maj - Augustin Pajou, fransk billedhugger (født 1730).
- 31. maj – Joseph Haydn, østrigsk komponist (født 1732).
- 4. juni – Nicolai Abraham Abildgaard, dansk kunstmaler og professor (født 1743).
- 8. juni – Thomas Paine, engelsk-amerikansk kritisk skribent (født 1737).